# Johannes Walter Sluse
Johannes Walter Sluse (Visé, 14 de janeiro de 1628 - Roma, 16 de julho de 1687) foi um cardeal do século XVII.

## Biografia
Nasceu em Visé em 14 de janeiro de 1628, Visé (ou Liège), Flandres. Irmão mais novo de René-François de Sluse, renomado matemático. Seu primeiro nome também está listado como Gautier; e seu sobrenome como Sluze; e como Slusio.
Estudou em Roma.
Referendário dos Tribunais da Assinatura Apostólica de Justiça e de Graça. Provedor da igreja de S. Maria dell'Anima, Roma. Secretário dos Breves Apostólicos pela morte de um tio que também ocupava este cargo.
Criado cardeal diácono no consistório de 2 de setembro de 1686; recebeu o barrete vermelho e a diaconia de S. Maria della Scala, em 30 de setembro de 1686. Concedida dispensa por ainda não ter recebido as ordens menores no momento de sua promoção ao cardinalato, em 2 de setembro de 1686. Concedida licença para receber o sagrado encomendas fora dos dias de Ember e sem intervalos de tempo entre eles, 5 de setembro de 1686. Possuía uma valiosa biblioteca, a Bibliotheca Slusiana , e seu catálogo foi publicado em Roma em 1690 por François Deseine.
Morreu em Roma em 16 de julho de 1687, às 15h. Exposto na igreja de S. Maria dell'Anima, Roma, onde ocorreu o funeral em 19 de julho de 1687, e, à tarde, sepultado do lado direito da capela de S. Anna de sua família, naquela igreja